# Goldlack
Der Goldlack (Erysimum cheiri) ist eine Pflanzenart aus der Gattung Schöteriche (Erysimum) innerhalb der Familie der Kreuzblütler (Brassicaceae). Sorten dieser Art werden in den gemäßigten Gebieten weltweit als Zierpflanze verwendet; sie wurde früher unter dem Namen Cheiranthus cheiri (von cheirus) geführt. Der Name Goldlack bezieht sich auf die ursprüngliche Blütenfarbe. In der Blumensprache steht Goldlack für Sehnsucht bzw. „Ich sehne mich nach dir“.

## Beschreibung und Ökologie

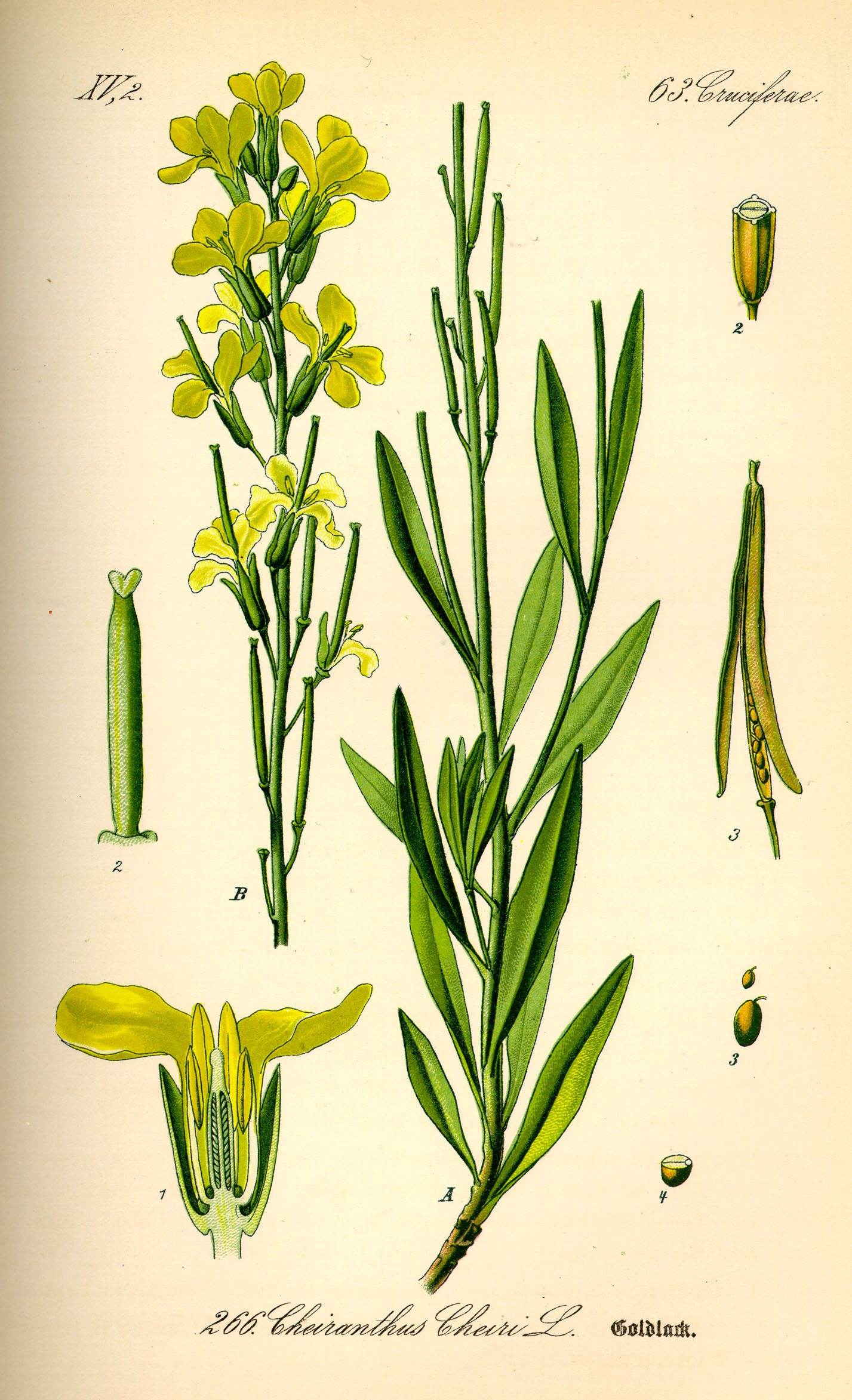
Illustration aus Otto Wilhelm Thomé: Flora von Deutschland, Österreich und der Schweiz, 1885

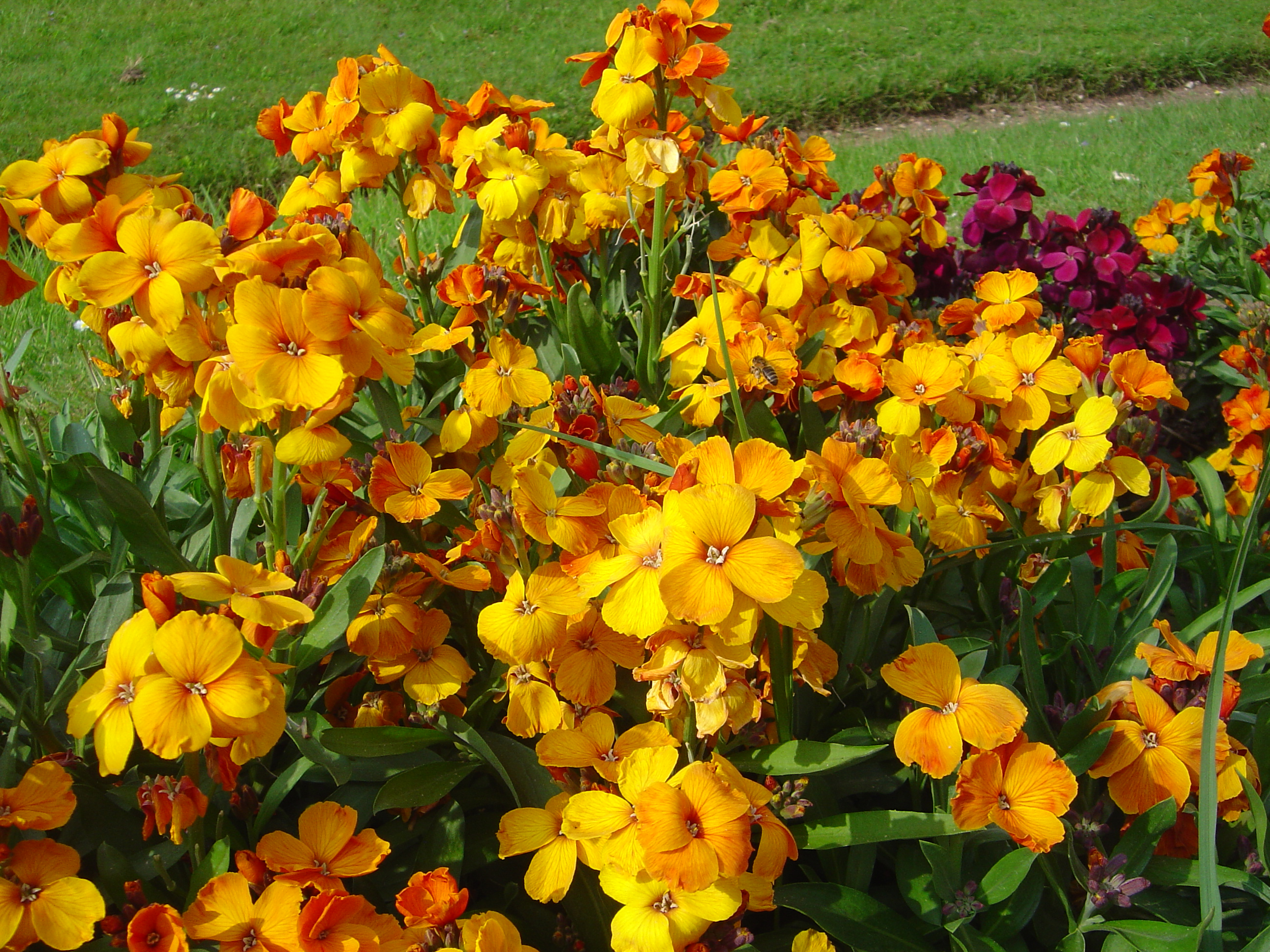
Goldlack (Erysimum cheiri)

### Vegetative Merkmale
Der Goldlack ist eine zweijährige oder ausdauernde krautige Pflanze und erreicht Wuchshöhen von 20 bis 60 Zentimetern. Die aufrechte bis aufsteigende Sprossachse kann im unteren Bereich verholzen (Chamaephyt). Die unteren Laubblätter stehen in einer Rosette und sind kurz gestielt. Ihre Blattspreite ist bis zu 10 Zentimeter lang, lanzettlich und besitzt zweistrahlige Haare. Die Blätter entlang der Sprossachse stehen gedrängt, sind deutlich kleiner und fast sitzend.

### Generative Merkmale
Die Blütezeit reicht in Mitteleuropa von Mai bis Juni. Der traubige Blütenstand enthält 10 bis 30 stark duftende, nektarführende Stieltellerblumen, deren Krone durch das Zusammenwirken des roten Anthocyans Cyanidin mit verschiedenen Karotinoiden gelb bis braun oder rötlich, bei der Wildform goldgelb gefärbt ist. Die Blüten sind mit einem Durchmesser von 20, selten bis 25 Millimetern recht groß. Die Narbe ist zweilappig, die Lappen sind später zurückgekrümmt. Zwei Nektarien am Grunde der kurzen Staubfäden scheiden den Nektar in die als Safthalter dienenden Kelchblattaussackungen ab. Die Bestäubung erfolgt durch Bienen und Hummeln.
Die aufrecht stehende, vierkantige Schote mit bleibendem Griffel ist eine behaarte, 2,5 bis 6 Zentimeter lang, bis zu 3,5 Millimeter breit und vom Rücken her zusammengedrückt. Die Schotenfrüchte des Goldlacks sind Windstreuer.
Die Chromosomenzahl ist 2n = 12 oder 14.

### Giftigkeit
Aufgrund von herzwirksamen Cardenoliden (Cheiranthin) ist die Pflanze giftig.

## Vorkommen
Der Goldlack ist ein Gartenflüchtling und ursprünglich in Südosteuropa, insbesondere im Mittelmeergebiet heimisch, wo er in freier Natur in Felsfluren wächst. In Mitteleuropa ist Goldlack ein inzwischen stellenweise verwilderter und eingebürgerter Archäophyt, der dabei vor allem in wärmeren Lagen vorkommt, einstweilen aber nur zerstreut. Gleichwohl befindet sich der Goldlack auch hier in Ausbreitung. Er gedeiht in Mitteleuropa als eine Charakterart der Cheiranthus cheiri-Gesellschaft, die zum Verband Centrantho-Parietarion gehört. Er wächst in Westeuropa an alten Stadtmauern oder Burgmauern in nährstoffreichen, kalkhaltigen und oft stickstoffbeeinflußten Mauerfugen.
Die ökologischen Zeigerwerte nach Landolt et al. 2010 sind in der Schweiz: Feuchtezahl F = 2w (mäßig trocken aber mäßig wechselnd), Lichtzahl L = 4 (hell), Reaktionszahl R = 4 (neutral bis basisch), Temperaturzahl T = 4+ (warm-kollin), Nährstoffzahl N = 3 (mäßig nährstoffarm bis mäßig nährstoffreich), Kontinentalitätszahl K = 3 (subozeanisch bis subkontinental).

## Goldlack in der Kunst
Im Oberdeutschen wurde der Goldlack als Gelbveiglein („Gelbveilchen“) bezeichnet und war seit dem Minnesang in der deutschen Dichtung präsent. Heinrich Heine benutzte ihn später in seinem Schwabenspiegel (1838) und im Atta Troll (1847) als Metapher für die geistige und sprachliche Enge der schwäbischen Dichter.
Um 1410 wurde der Goldlack in dem Gemälde „Paradiesgärtlein“ abgebildet. Im 16. Jahrhundert war die Art bereits weit verbreitet. Erste gefüllte Formen sind von 1570 aus dem Garten von Matthias Lobelius bekannt, und seit dem 18. Jahrhundert gibt es auch bräunliche Formen. In der Folge entwickelte sich eine Vielzahl weiterer Sorten, die sich in zwei Gruppen gliederten: den niedrigen und verästelten Buschlack sowie den hohen, unverzweigten Stangenlack.

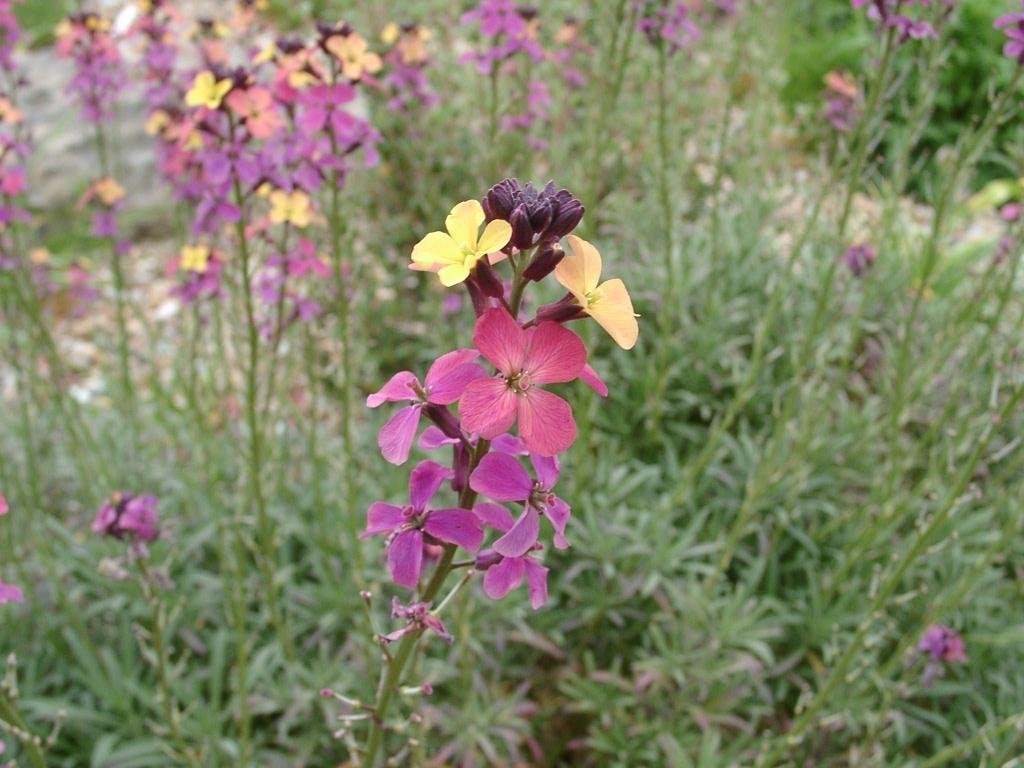
Die Sorte 'Chelsea Jacket'

## Nutzung
Stangenlack war im 19. und 20. Jahrhundert eine zeitweise häufig verwendete Schnittblume; an der Wende zum 21. Jahrhundert verlor er seine Bedeutung als Schnittblume. Auch seine Bedeutung als Gartenpflanze hat in Deutschland inzwischen beträchtlich abgenommen, und so wird er heute nur mehr als Zierpflanze genutzt. Früher dagegen verwendete man Goldlack auch als Heilpflanze, insbesondere die Blüten (so bei „Serapion“), aber auch den Samen und das Kraut, u. a. gegen Hautjucken, Geschwüre, bei Milzerkrankungen sowie zur Förderung von Menstruation und Geburt. Aus Goldlack-Blüten wurde ein Gesichtswasser hergestellt.

## Trivialnamen
Für den Goldlack bestehen bzw. bestanden auch die weiteren deutschsprachigen Trivialnamen: Bauernveigel (Augsburg), Bohnafeiele (Appenzell), Gelb Feyel, Fijnelken (Unterweser), Giel Foaltcher (Siebenbürgen), Gelfyoln (niederdeutsch), Goldenlack, Kirche (Halle), Kirchen, Gelber Lack, Gemeiner Lack, Gülden Lack (Thüringen), Lak (Graubünden), Lackstock, Lackviole, Lamberter Foultcher (Siebenbürgen), Gelbe Levkoje, Majanegelli (Appenzell), Mariastengel (Appenzell), Gelbe Mauerblume, Mayennägeli (Schaffhausen), Gäle Nägeln, Negelviole, Nelke (Hessen), Nelkenviole, Poperli (St. Gallen bei Werdenberg), Stammanägeli (Aargau, Appenzell, St. Gallen), Stockviole (Eifel), Strössburger (Appenzell), Strösserli (Appenzell), Veiali (St. Gallen), Geel Veiel, Gelbe Veigel (Augsburg, Brixen), Vieltjes (Helgoland), Vigeli (Appenzell), Gäl Vilken (Altmark), Gelbe Viole, Viöndli (Graubünden), Viönli (Bern) und Geel Violaten.

## Geschichte
Im 1. Jahrhundert beschrieb Dioskurides ein leukoion (Λευκόϊον), das er nach der Blütenfarbe (weiß, gelb, blau oder purpurfarben) in vier Unterarten aufteilte. Nur das gelbe
leukoion, das von den Vätern der Botanik als Goldlack gedeutet wurde, diente ihm zur medizinischen Anwendung. Äußerlich als Sitzbad bei Unterleibsbeschwerden und zur Beförderung der Menstruation, in Wachssalbe zur Behandlung von Rhagaden, als Umschlag gegen Milzbeschwerden und Gicht. Eine Abkochung der Früchte sollte die Menstruationsblutung anregen und die Nachgeburt treiben. Die gleichen Anwendungen beschrieb Plinius für die viola lutea. Diese Indikationen wurden von späteren Autoren übernommen.

### Historische Abbildungen

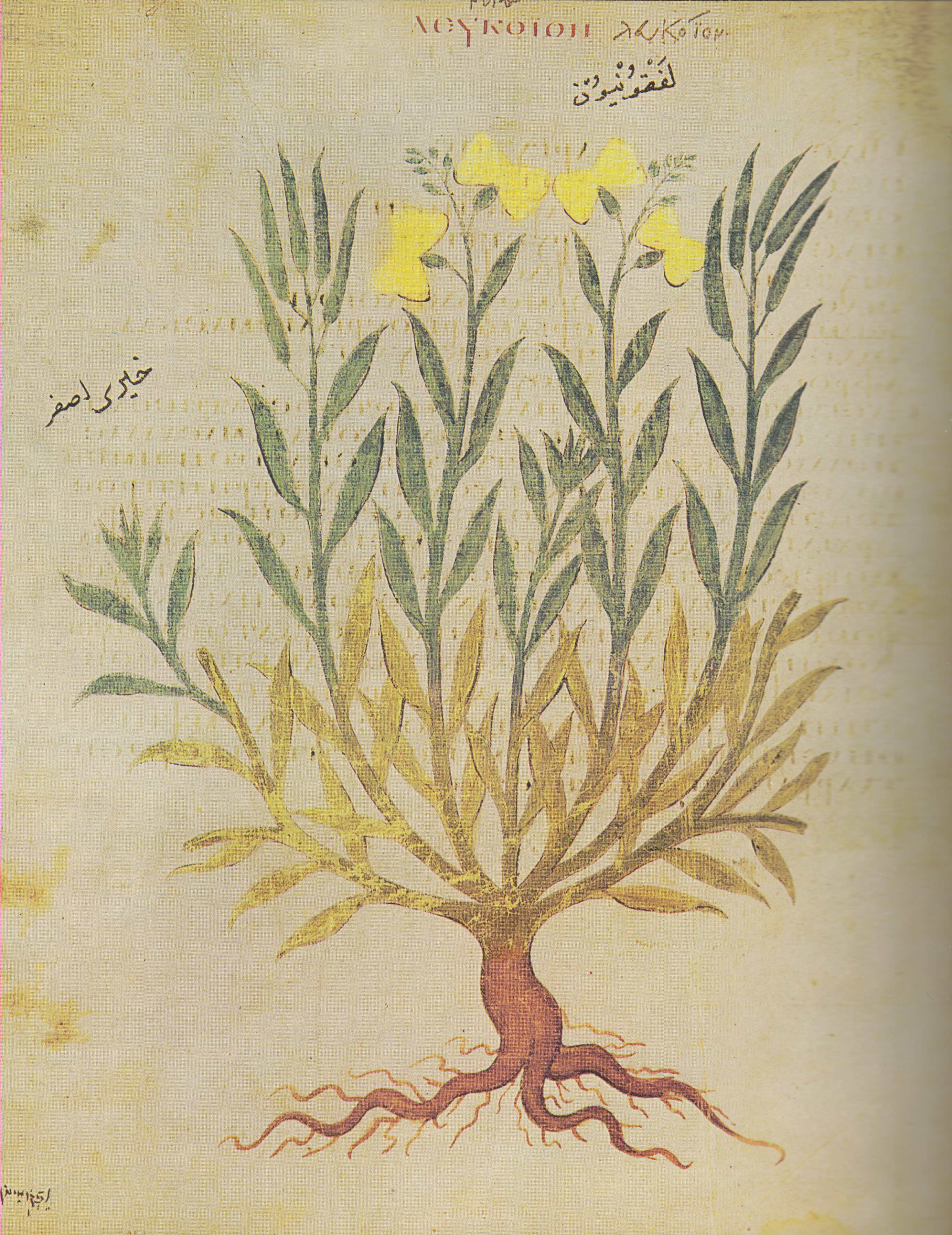
Wiener Dioskurides 6. Jahrhundert
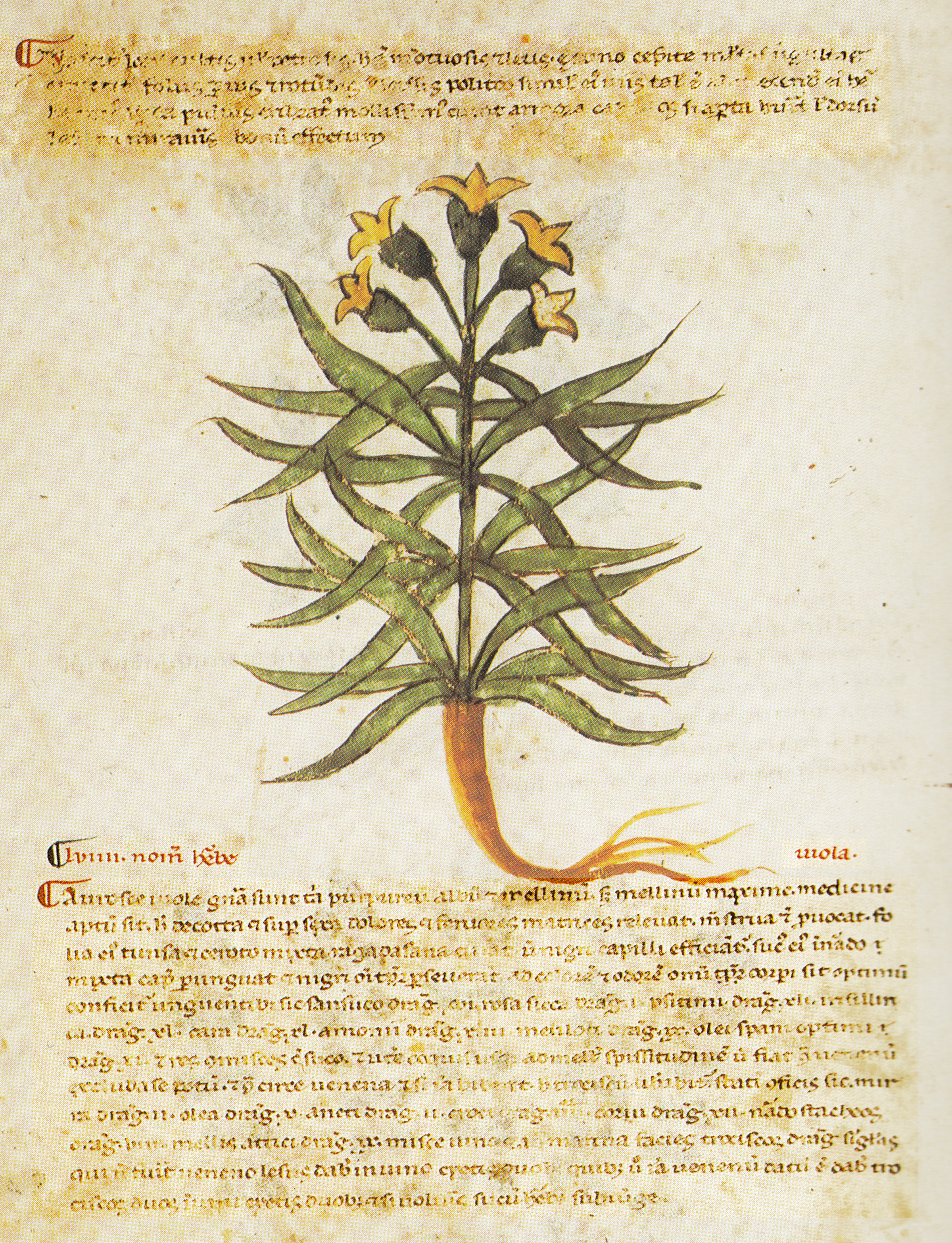
Pseudo-Dioskurides de herbis femininis 14. Jh.
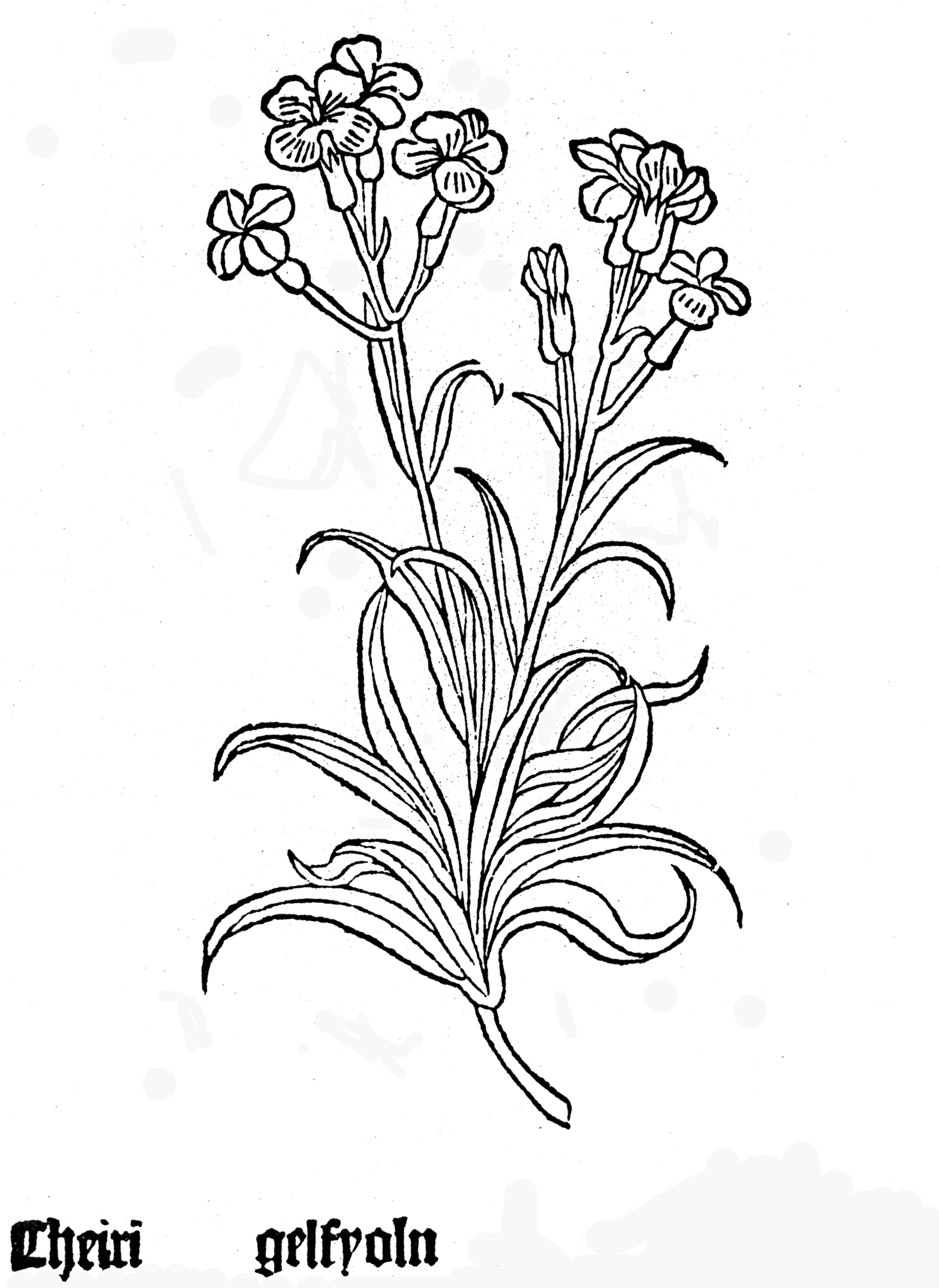
Gart der Gesundheit 1485
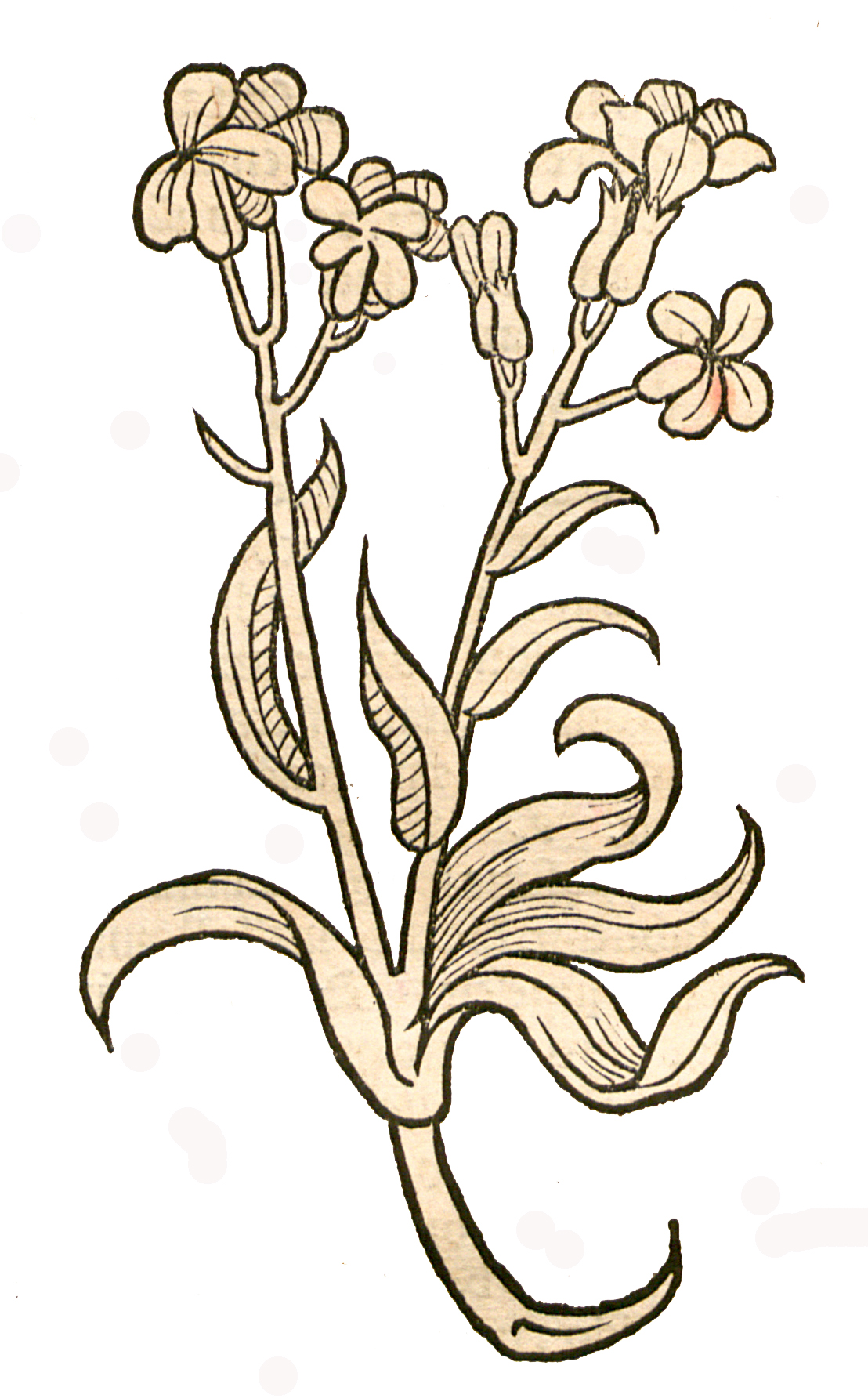
Hortus sanitatis 1491
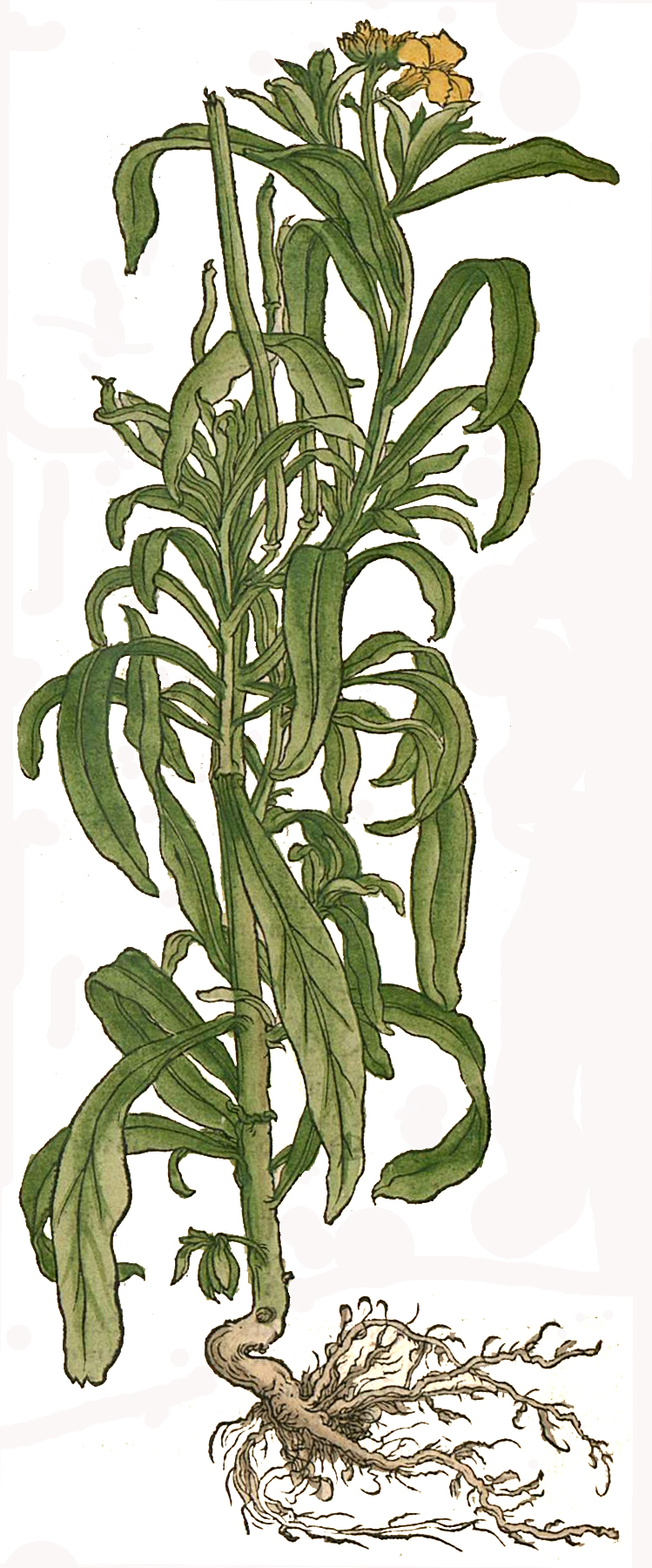
Otto Brunfels 1532
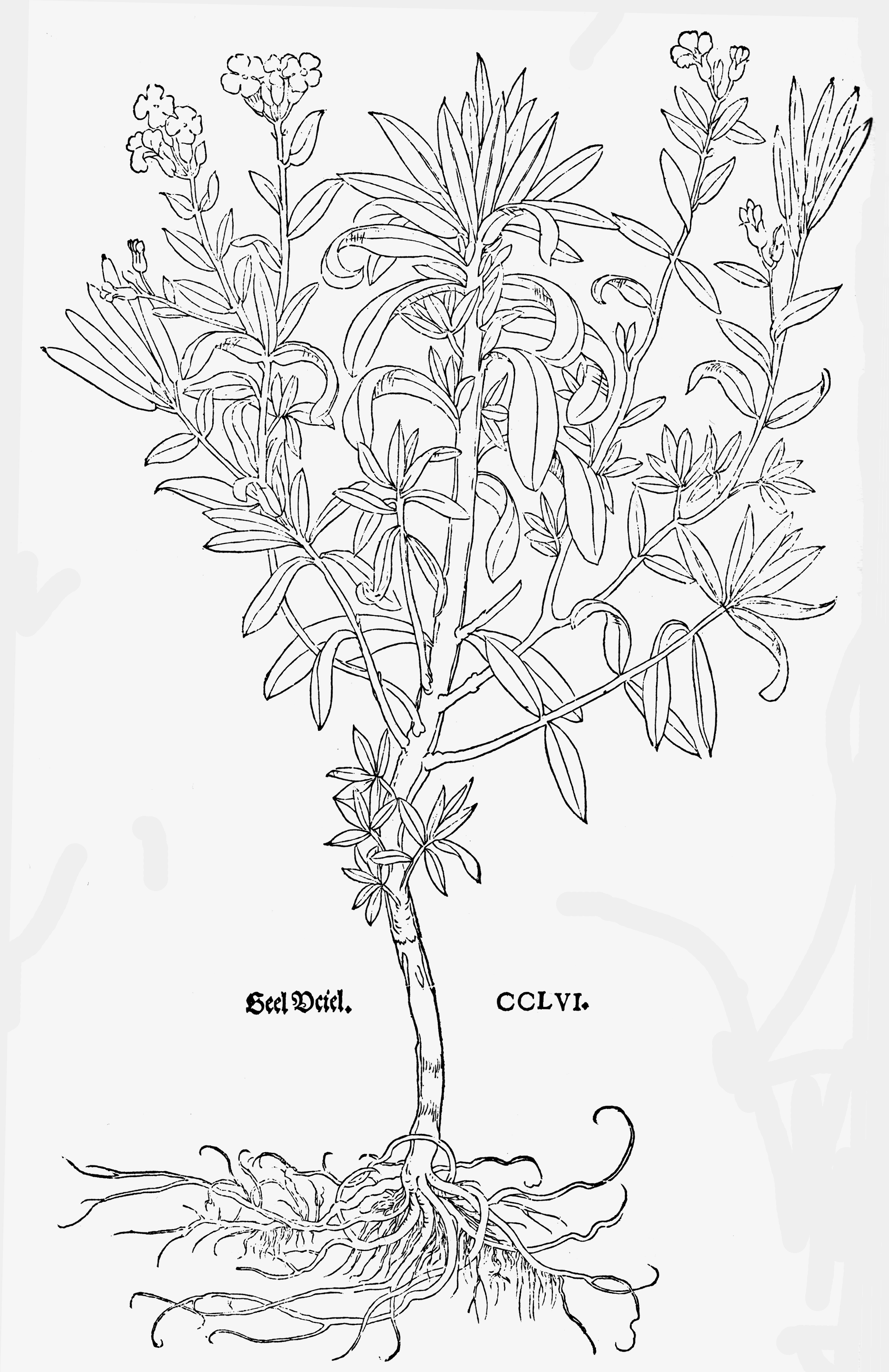
Leonhart Fuchs 1543
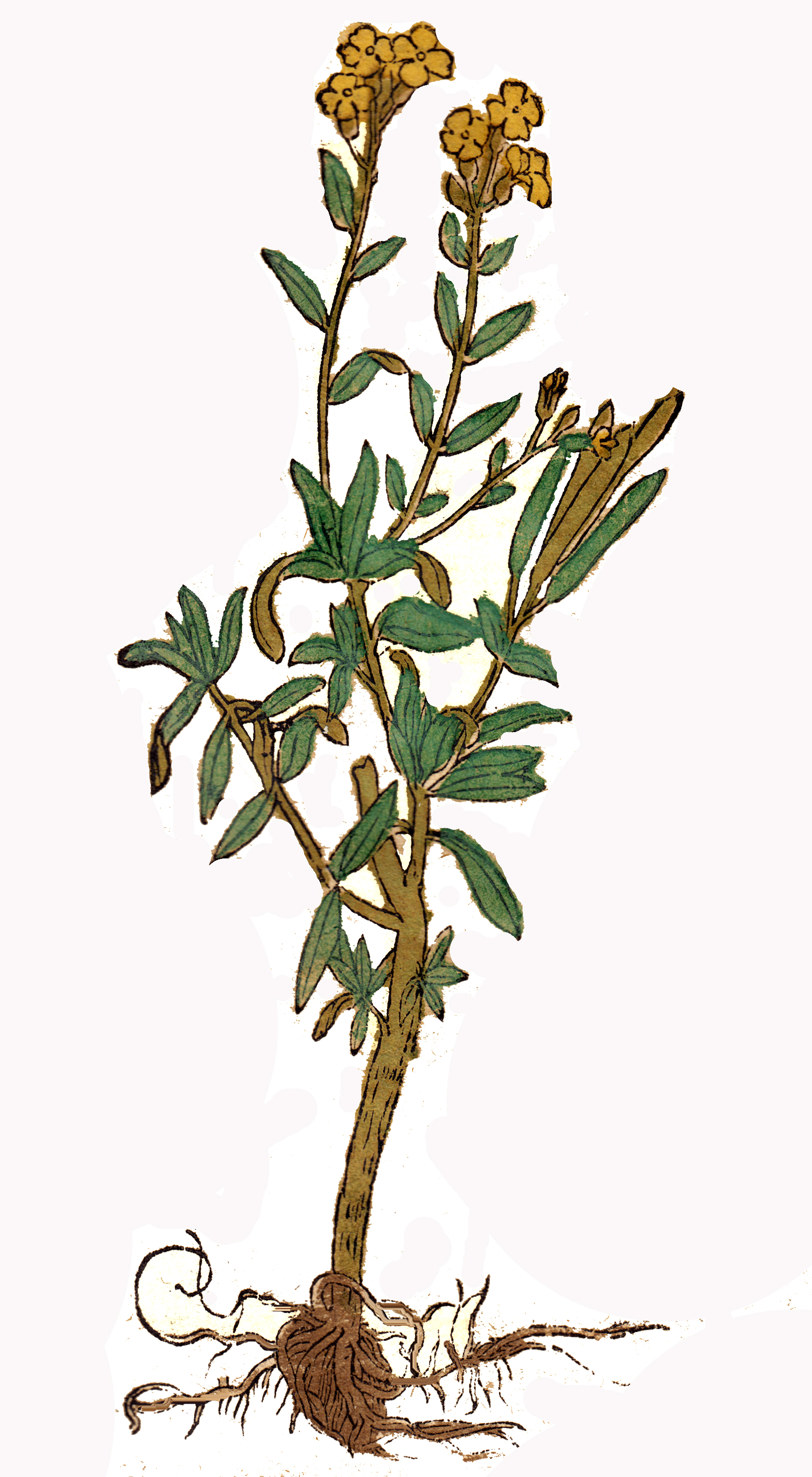
Hieronymus Bock 1546
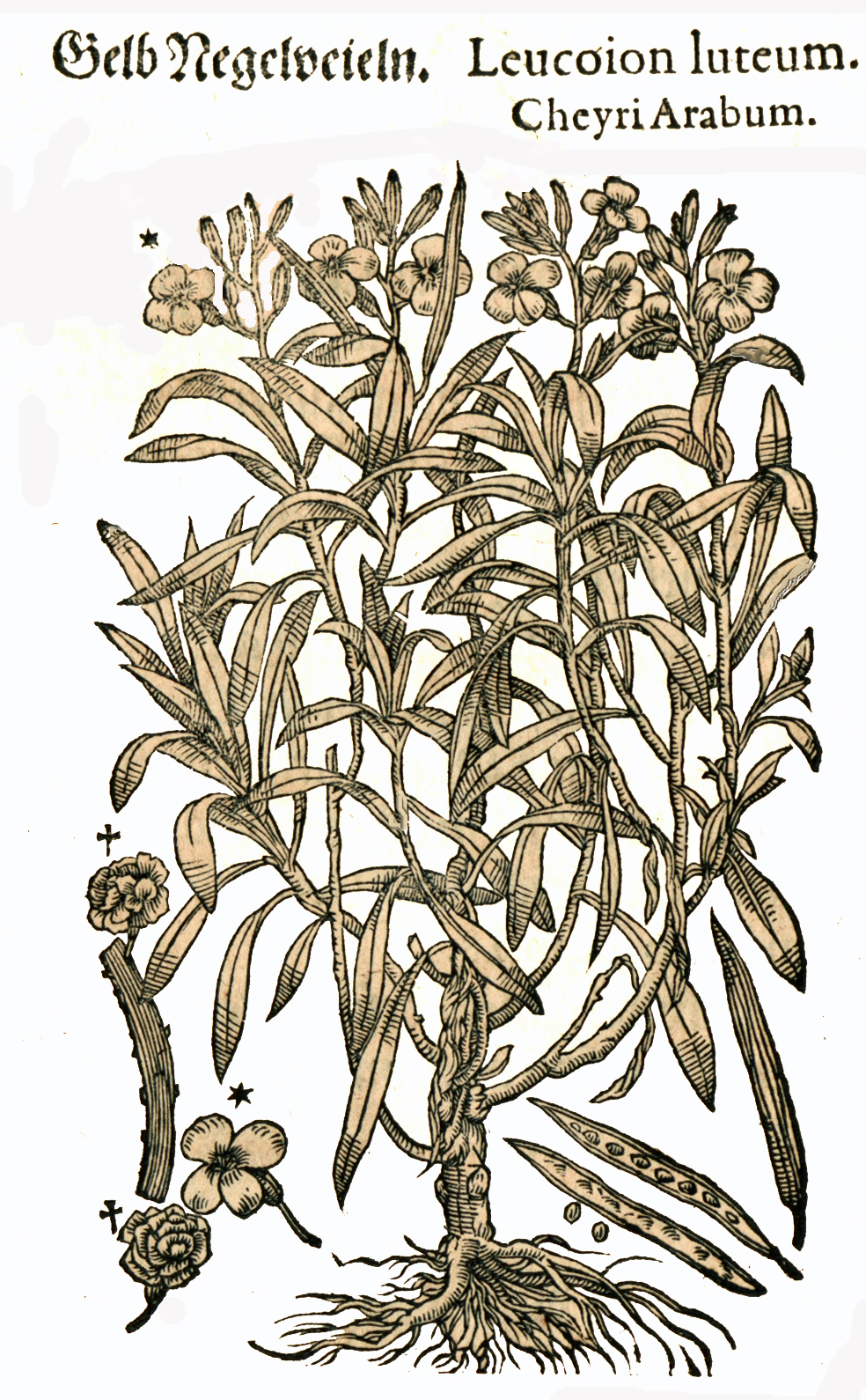
Mattioli / Handsch / Camerarius 1586